# USS 엔터프라이즈 (NCC-1701-D)
엔터프라이즈 NCC-1701-D는 2363년 10월 1일 진수된 Galaxy급 함선이며 쟝 룩 피카드가 함장이다. 2371년의 전투에서 큰 손상으로 선체부를 분리하였고, 베리디안 3 행성에 원반부가 남아 있다. 참고로 138세로 죽은 커크 전 함장의 무덤도 베리디안 3 행성에 있다.
갤럭시 계열 함선의 특성상 워프 코어 붕괴 문제에 악명이 높은 것으로 유명하다.

## 장교
1. 함장 : 장 룩 피카드(대령 2363 ~ 2371)
2. 부함장 : 윌리엄 '넘버원' 라이커(중령2366 ~ 2367년까지 함장 역할.)
3. 과학 장교
  1. 데이터(안드로이드/소령 2363 ~ 2371)
  2. 워프(2366년 임시 과학 장교 역할.)
4. 항해사 : 웨슬리 크러셔 (소위 2364 ~ 2365)
5. 전송실장 : 마일스 오브라이언 (대위 2364 ~ 2365)
6. 전술 장교 : 워프(중위 2364 ~ 2371, 클링온)
7. 의료 장교 : 베벌리 크러셔(대위 2364 ~ 2371)
8. 카운셀러 : 디애나 트로이(대위 2364 ~ 2371, 1/2 베타조이드, 1/2인간, 정신계 능력이 있음)
9. 기관실 장교
  1. 조르디 라 포지(대위 2365 ~ 2371)
  2. 주 : 2364년에는 4번 기관실 장교가 바뀜.
10. 텐 포워드(Ten Forward) 운영자 : 가이넌(Gainan, 종족 불명, 선형시간계 능력이 있음)

## 같이 보기
- USS 엔터프라이즈 (NCC-1701-D) - 2363년 진수, 쟝 룩 피카드 함장, 길이 642.5 m, 승무원 430명, 2371년 파괴
- USS 엔터프라이즈 (NCC-1701-E) - 2372년 진수, 쟝 룩 피카드 함장, 배수량 325만 톤, 길이 685.7 m, 승무원 430명
- USS 보이저 (NCC-74656) - 2371년 진수, 캐서린 제인웨이 함장, 배수량 70만 톤, 길이 344 m, 승무원 150명